# Окада, Мари
Мари Окада (яп. 岡田 麿里 Окада Мари, род. 1976) — японская сценаристка аниме.

## Биография
Мари Окада начала свою карьеру сценариста в 1996 году с производства Direct-to-video, затем стала писать сценарии для манги, компьютерных игр и аудиопостановок. В 1998 году была автором сценария нескольких серий DT Eightron, после чего переключила своё внимание на аниме. В 2006 году, работая над Sasami: Mahou Shoujo Club, она впервые получила должность главного сценариста. Впоследствии Окада также писала сценарии для True Tears, Canaan, «Торадора!», Kuroshitsuji, Hanasaku Iroha и Ano Hana. За работу над последним она удостоилась специальной награды на шестнадцатом фестивале Animation Kobe, состоявшемся в 2011 году. Романы, служащие первоисточником для таких её работ, как Ano Hana и «Укрась прощальное утро цветами обещания», Мари пишет сама, совместно с Тацуюки Нагаи и Масаёси Танакой, под общим псевдонимом Chou Heiwa Busters.

## Работы

### Аниме-сериалы
Как главный сценарист
- Sasami: Mahou Shoujo Club (2006)
- Mamoru-kun ni Megami no Shukufuku o! (2006)
- Kodomo no Jikan (2007)
- Sketchbook ~full color’s~ (2007)
- True Tears (2008)
- Vampire Knight (2008)
- Toradora! (2008)
- Kuroshitsuji (2008)
- Vampire Knight Guilty (2008)
- Canaan (2009)
- Tatakau Shisho: The Book of Bantorra (2009)
- Kuroshitsuji II (2009)
- Otome Youkai Zakuro (2010)
- Gosick (2011)
- Fractale (2011)
- Hourou Musuko (2011)
- Hanasaku Iroha (2011)
- Ano Hi Mita Hana no Namae o Bokutachi wa Mada Shiranai. (2011) (сценарист, автор первоисточника под псевдонимом Chou Heiwa Busters[источник не указан 1431 день])
- Black Rock Shooter (2012)
- Aquarion Evol (2012)
- AKB0048 (2012)
- Lupin the Third – Mine Fujiko to Iu Onna (2012)
- Sakurasou no Pet na Kanojo (2012)
- Zetsuen no Tempest (2012)
- AKB0048 next stage (2013)
- Nagi no Asukara (2013)
- selector infected WIXOSS (2014)
- M3: Sono Kuroki Hagane (2014)
- selector spread WIXOSS (2014)
- Koufuku Graffiti (2015)
- Mobile Suit Gundam: Iron-Blooded Orphans (2015)
- Kiznaiver (2016)
- Mayoiga (2016)
- Hisone to Masotan (2018)
- Araburu Kisetsu no Otome-domo yo. (2019) (сценарист, автор первоисточника)

Как сценарист отдельных серий
- DT Eightron (1998)
- Otogi Story Tenshi no Shippo (2001)
- Hamtaro (2003—2005)
- Crush Gear Nitro (2003)
- Popolocrois (2003)
- Kita e — Diamond Dust Drops (2003)
- Morizou to Kikkoro (2004)
- Kyo Kara Maoh! (2004)
- Rozen Maiden (2004)
- Basilisk — Chronik der Koga-Ninja (2005)
- Rozen Maiden: Träumend (2005)
- Canvas 2: Niji Iro no Sketch (2005)
- Animal Yokochou (2005)
- Majime ni Fumajime: Kaiketsu Zorori (2005)
- Minami no Shima no Chiisana Hikouki: Party (2006)
- Fate/stay night (2006)
- Aria the Natural (2006)
- Simoun (2006)
- Red Garden (2006)
- Kyo Kara Maoh! (2008)
- Darker than Black: Ryuusei no Gemini (2009)
- Ganbare! Lulu Lolo: Tiny Twin Bears (2013)
- Rinshi!! Ekoda-chan (2019)

### OVA
- Red Garden: Dead Girls (2007)
- Kodomo no Jikan: Anata ga Watashi ni Kureta Mono (2007)
- Kodomo no Jikan Nigakki (2009)
- Kodomo no Jikan: Kodomo no Natsu Jikan (2011)
- Rurouni Kenshin — Meiji Kenkaku Romantan: Shin Kyouto-Hen (2011)
- Koitabi: True Tours Nanto (2013)
- Zetsumetsu Kigu Shoujo: Amazing Twins (2014)

### Анимационные фильмы
- Majime ni Fumajime: Kaiketsu Zorori: Naze no Daihou Sakusen (2006)
- Cinnamon the Movie (2007)
- Hanasaku Iroha: Home Sweet Home (2013)
- Ano Hi Mita Hana no Namae o Bokutachi wa Mada Shiranai. (2013) — сценарист, автор первоисточника под псевдонимом Chou Heiwa Busters
- Kaiketsu Zorori: Uchū no Yūsha-tachi (2015)
- Kokoro ga Sakebitagatterun Da. (2015) — сценарист, автор первоисточника под псевдонимом Chou Heiwa Busters
- Kaiketsu Zorori: Uchuu no Yuusha-tachi (2015)
- selector destructed WIXOSS (2016)
- «Укрась прощальное утро цветами обещания» (2018) — режиссёр, сценарист, раскадровщик, автор первоисточника
- «Она видела небо» (2019) — сценарист, автор первоисточника под псевдонимом Chou Heiwa Busters
- Kimi dake ni Motetainda (2019)
- A Whisker Away (2020)
- «Фабрика иллюзий Алисы и Терезы[англ.]» (2023) — режиссёр, сценарист
- Fureru (2024) — сценарист[3]